# Unione Sportiva Imperia 1970-1971
Questa pagina raccoglie le informazioni riguardanti la società calcistica italiana Unione Sportiva Imperia nelle competizioni ufficiali della stagione 1970-1971.

## Stagione
Nella stagione 1970-1971 l'Imperia disputa il girone B del campionato di Serie C, con 35 punti ottiene il dodicesimo posto in classifica. Il torneo è stato vinto dal Genoa con 56 punti che ritorna prontamente in Serie B, davanti alla Spal con 54 punti. Retrocedono in Serie D il Montevarchi con 32 punti, la Torres di Sassari con 27 punti ed il Ravenna con 22 punti.
Per la prima volta nella sua storia l'Imperia in questa stagione disputa il campionato di Serie C, nel girone B che comprende cinque formazioni liguri, dai neofiti dell'Imperia al blasonato Genoa, di passaggio in questa categoria, che vince il girone e ritorna subito in Serie B, poi lo Spezia, il Savona e l'Entella di Chiavari. Sulla panchina nerazzurra viene riconfermato Luigi Bodi l'allenatoore della scorsa promozione. Disputa un ottimo campionato di terza serie, con lo Stadio Nino Ciccione sempre gremito e ribollente di entusiasmo. Le partite più calde si sono dimostrate i derby regionali, su tutti gli scontri con il grifone, vinto (3-1) dal Genoa nel girone di andata e pareggiato (0-0) nel ritorno. Al termine del campionato arriva un gradito dodicesimo posto, nella stagione più esaltante dell'Imperia. Con 9 reti Emiliano Giordano è stato il miglior marcatore nerazzurro.

## Rosa
| N. |                   | Ruolo | Calciatore        |
| -- | ----------------- | ----- | ----------------- |
|    | Italia (bandiera) | C     | Giacomo Alessio   |
|    | Italia (bandiera) | D     | Antonio Benedetto |
|    | Italia (bandiera) | A     | Nilo Bini         |
|    | Italia (bandiera) | A     | Roberto Bisio     |
|    | Italia (bandiera) | A     | Roberto Boido     |
|    | Italia (bandiera) | C     | Luigi Bosca       |
|    | Italia (bandiera) | A     | Battista Brignole |
|    | Italia (bandiera) | A     | Ermes Chiari      |
|    | Italia (bandiera) | C     | Roberto Cicognini |
|    | Italia (bandiera) | D     | Ivano De Maria    |

| N. |                   | Ruolo | Calciatore              |
| -- | ----------------- | ----- | ----------------------- |
|    | Italia (bandiera) | A     | Mario Dubourgel         |
|    | Italia (bandiera) | C     | Gian Bruno Giordani     |
|    | Italia (bandiera) | A     | Emiliano Giordano       |
|    | Italia (bandiera) | C     | Pietro Iannicelli       |
|    | Italia (bandiera) | D     | Giovan Battista Luciano |
|    | Italia (bandiera) | C     | Piero Natta             |
|    | Italia (bandiera) | D     | Franco Pischedda        |
|    | Italia (bandiera) | A     | Giancarlo Ronco         |
|    | Italia (bandiera) | D     | Salvatore Sassu         |
|    | Italia (bandiera) | A     | Umberto Settimio        |

## Risultati

### Serie C girone B

#### Girone di andata
| Arbitro: | Turiano (Reggio Calabria) |

|  |           |               |
|  | Marcatori | 75’ Pischedda |

| Olbia 20 settembre 1970 2ª giornata | Olbia           | 0 – 0 | Imperia | Stadio Bruno Nespoli\| Arbitro: \| Pompili (Lecco) \| |
| Arbitro:                            | Pompili (Lecco) |       |         |                                                       |

| Imperia 27 settembre 1970 3ª giornata | Imperia            | 0 – 0 | SPAL | Stadio Nino Ciccione\| Arbitro: \| V. Lattanzi (Roma) \| |
| Arbitro:                              | V. Lattanzi (Roma) |       |      |                                                          |

| Arbitro: | Governa (Alessandria) |

|  |           |              |
|  | Marcatori | 26’ Biliotti |

| Arbitro: | Porcelli (Lodi) |

|                                          |           |               |
| Balestrieri 4’ Speggiorin 47’ Turone 75’ | Marcatori | 20’ Pischedda |

| Arbitro: | Andreoli (Padova) |

|               |           |                 |
| Rosa 18’, 36’ | Marcatori | 60’ E. Giordano |

| Arbitro: | Canova (Milano) |

|                        |           |  |
| E. Giordano 57’ (rig.) | Marcatori |  |

| Arbitro: | Laurenti (Padova) |

|  |           |                           |
|  | Marcatori | 39’ Della Pietra 46’ Rasi |

| Arbitro: | Tempio (Catania) |

|                        |           |                 |
| Rolla 32’ Rollando 83’ | Marcatori | 87’ (rig.) Bini |

| Arbitro: | Lazzaroni (Milano) |

|          |           |           |
| Bini 82’ | Marcatori | 75’ Garri |

| Arbitro: | Albertini (Milano) |

|                                   |           |  |
| Bertarelli 55’, 81’ Campanini 79’ | Marcatori |  |

| Arbitro: | Artico (Bassano del Grappa) |

|                 |           |  |
| Bini 70’ (rig.) | Marcatori |  |

| Arbitro: | Minozzi (Monfalcone) |

|                             |           |            |
| Pasqualini 26’ Cagnazzo 89’ | Marcatori | 45’ Chiari |

| Imperia 13 dicembre 1970 14ª giornata | Imperia          | 0 – 0 | Savona | Stadio Nino Ciccione\| Arbitro: \| Scolari (Verona) \| |
| Arbitro:                              | Scolari (Verona) |       |        |                                                        |

| Macerata 20 dicembre 1970 15ª giornata | Maceratese       | 0 – 0 | Imperia | Stadio Helvia Recina\| Arbitro: \| Vaccaro (Torino) \| |
| Arbitro:                               | Vaccaro (Torino) |       |         |                                                        |

| Imperia 3 gennaio 1971 16ª giornata | Imperia            | 0 – 0 | Ravenna | Stadio Nino Ciccione\| Arbitro: \| Zacchetti (Milano) \| |
| Arbitro:                            | Zacchetti (Milano) |       |         |                                                          |

| Montevarchi 10 gennaio 1971 17ª giornata | Montevarchi       | 0 – 0 | Imperia | Stadio Gastone Brilli Peri\| Arbitro: \| De Fazio (Torino) \| |
| Arbitro:                                 | De Fazio (Torino) |       |         |                                                               |

| Arbitro: | Perissinotto (Venezia) |

|                                     |           |                             |
| Alessio 2’ E. Giordano 4’ Bosca 47’ | Marcatori | 18’ Di Giacomo 59’ Vibonesi |

| Arbitro: | Baciucchi (Roma) |

|          |           |  |
| Zini 15’ | Marcatori |  |

#### Girone di ritorno
| Arbitro: | Bonassi (Parma) |

|                                      |           |             |
| Valeri 8’ (aut.) Bisio 63’ Boido 69’ | Marcatori | 63’ Bigaran |

| Arbitro: | Baroncini (Bologna) |

|                                  |           |  |
| E. Giordano 21’ Bisio 70’ (rig.) | Marcatori |  |

| Arbitro: | Monforte (Palermo) |

|              |           |  |
| Molinari 51’ | Marcatori |  |

| Arbitro: | Artico (Bassano del Grappa) |

|                           |           |          |
| Orlandini 49’, 88’ (rig.) | Marcatori | 58’ Bini |

| Imperia 28 febbraio 1971 24ª giornata | Imperia                     | 0 – 0 | Genoa | Stadio Nino Ciccione\| Arbitro: \| Moretto (San Donà di Piave) \| |
| Arbitro:                              | Moretto (San Donà di Piave) |       |       |                                                                   |

| Arbitro: | Schena (Foggia) |

|  |           |             |
|  | Marcatori | 64’ Bonetti |

| Viareggio 14 marzo 1971 26ª giornata | Viareggio        | 0 – 0 | Imperia | Stadio dei Pini\| Arbitro: \| Vaccaro (Torino) \| |
| Arbitro:                             | Vaccaro (Torino) |       |         |                                                   |

| Arbitro: | Pesciarelli (Roma) |

|              |           |  |
| Carnevali 5’ | Marcatori |  |

| Arbitro: | Giardini (Legnano) |

|                                       |           |  |
| Dordoni 57’ (aut.) Bonanni 83’ (aut.) | Marcatori |  |

| Rimini 11 aprile 1971 29ª giornata | Rimini           | 0 – 0 | Imperia | Stadio Romeo Neri\| Arbitro: \| Tempio (Catania) \| |
| Arbitro:                           | Tempio (Catania) |       |         |                                                     |

| Arbitro: | Perissinotto (Venezia) |

|                 |           |  |
| E. Giordano 65’ | Marcatori |  |

| Arbitro: | Lazzaroni (Milano) |

|                         |           |  |
| Fontana 33’ Nadalin 61’ | Marcatori |  |

| Arbitro: | Vaccaro (Torino) |

|                           |           |                    |
| E. Giordano 11’ Boido 74’ | Marcatori | 80’ (rig.) Volpato |

| Arbitro: | Prati (Parma) |

|                              |           |                                 |
| Marcolini 24’ Barlassina 68’ | Marcatori | 8’ E. Giordano 34’ (aut.) Verdi |

| Arbitro: | Benedetti (Roma) |

|                               |           |                      |
| E. Giordano 61’, 83’ Bini 73’ | Marcatori | 91’ (aut.) Pischedda |

| Ravenna 23 maggio 1971 35ª giornata | Ravenna                     | 0 – 0 | Imperia | Stadio Bruno Benelli\| Arbitro: \| Fiorenza (Torre Annunziata) \| |
| Arbitro:                            | Fiorenza (Torre Annunziata) |       |         |                                                                   |

| Arbitro: | Turiano (Reggio Calabria) |

|                           |           |                   |
| Bini 49’ (rig.) Bosca 84’ | Marcatori | 71’ (rig.) Scarpa |

| Arbitro: | Martinelli (Catanzaro) |

|                               |           |  |
| Marchi 74’ Monaldi 78’ (rig.) | Marcatori |  |

| Imperia 13 giugno 1971 38ª giornata | Imperia            | 0 – 0 | Imola | Stadio Nino Ciccione\| Arbitro: \| Pesciarelli (Roma) \| |
| Arbitro:                            | Pesciarelli (Roma) |       |       |                                                          |